# Вязель
Вя́зель, или За́ячий кле́вер (лат. Coronílla) — род цветковых растений семейства Бобовые (Fabaceae), подсемейства Faboideae, трибы Loteae.

## Ботаническое описание

### Вегетативные органы
Кустарники или многолетние, редко однолетние, травянистые растения. Листья сложные, непарноперистые, сидячие или короткочерешковые. Редко (у вязеля валенсийского (Coronilla valentina)) листья состоят только из 1 листочка. Листочки цельные, округлые или выемчатые, почти сердцевидные, часто голубовато-зелёного цвета. Прилистники свободные или сросшиеся.

### Генеративные органы
Цветки мотылькового типа, собраны в зонтики на длинных цветоносах. Чашечка более или менее двугубая. Латеральные чашелистики снабжены коротким треугольным зубцом. Лепестки жёлтого, розоватого или белого цвета. Лодочка с перегибом. Тычинки свободные.
Плод — боб, разваливается после созревания семян. Цветки опыляются насекомыми (энтомофилия).

## Распространение и местообитание
Представители рода встречаются по всей Европе, на Канарских островах, в Западной Азии и на северо-востоке Африки. Центр разнообразия — Южная Европа, где этот род наиболее обычен.
На территории бывшего СССР произрастает 10 видов; большинство растёт на лугах и лесных полянах.

## Таксономия
Coronilla L., 1753, Sp. Pl.: 743
Род Вязель относится к подсемейству Мотыльковые (Papilionoideae) семейства Бобовые (Fabaceae) порядка Бобовоцветные (Fabales). Таксономическая схема в соответствии с Системой APG IV по состоянию на декабрь 2023 года:
|  |                                      |  |                                   |                                   |                   |  | ещё 3 семейства | ещё 3 семейства   |                          |  |                                                           |  | еще 523 рода | еще 523 рода |  |
|  |                                      |  |                                   |                                   |                   |  | ещё 3 семейства | ещё 3 семейства   |                          |  |                                                           |  | еще 523 рода | еще 523 рода |  |
|  |                                      |  |                                   | порядок Бобовоцветные             |                   |  |                 |                   | подсемейство Мотыльковые |  |                                                           |  |              |              |  |
|  |                                      |  |                                   | порядок Бобовоцветные             |                   |  |                 |                   | подсемейство Мотыльковые |  | 32 подтвержденных вида и 7 видов, ожидающих подтверждения |  |              |              |  |
|  | отдел Цветковые, или Покрытосеменные |  |                                   |                                   | семейство Бобовые |  |                 |                   | род Вязель               |  |                                                           |  |              |              |  |
|  | отдел Цветковые, или Покрытосеменные |  |                                   |                                   |                   |  |                 |                   |                          |  |                                                           |  |              |              |  |
|  |                                      |  | ещё 63 порядка цветковых растений | ещё 63 порядка цветковых растений |                   |  |                 | еще 5 подсемейств | еще 5 подсемейств        |  |                                                           |  |              |              |  |
|  |                                      |  |                                   | ещё 63 порядка цветковых растений |                   |  |                 |                   | еще 5 подсемейств        |  |                                                           |  |              |              |  |

## Виды
- Coronilla atlantica (Boiss. & Reut.) Boiss. — Вязель атлантический
- Coronilla buxifolia Hance
- Coronilla carinata (Lassen) D.D.Sokoloff
- Coronilla coronata L. — Вязель венценосный, или Вязель увенчанный
- Coronilla cretica L.
- Coronilla dura (Cav.) Boiss.
- Coronilla elegans Pančić
- Coronilla fischeri Jacques
- Coronilla globosa Lam.
- Coronilla heineri Regel
- Coronilla juncea L. — Вязель ситниковый
- Coronilla lassenii D.D.Sokoloff
- Coronilla libanotica Boiss.
- Coronilla minima L. — Вязель маленький
- Coronilla montserratii P.Fraga & Rosselló
- Coronilla moravica Chrtková & Stavelová
- Coronilla myrtifolia Burm.f.
- Coronilla orientalis Mill.
- Coronilla ramosissima (Ball) Ball — Вязель ветвистый
- Coronilla repanda (Poir.) Guss. — Вязель выемчатый
- Coronilla rosea Raf.
- Coronilla rostrata Boiss. & Spruner
- Coronilla scorpioides (L.) Koch — Вязель завитой
- Coronilla securidaca L.
- Coronilla somalensis Thulin
- Coronilla talaverae Lahora & Sánchez-Gómez
- Coronilla thymifolia Burm.f.
- Coronilla vaginalis Lam. — Вязель влагалищный
- Coronilla valentina L. typus — Вязель валенсийский
- Coronilla varia L. — Вязель разноцветный, или Вязель пёстрый
- Coronilla viminalis Salisb. — Вязель лозный

### Синонимы
- Artrolobium Desv.
- Aviunculus Fourr.
- Bonaveria Scop.
- Callistephana Fourr.
- Ornithopodioides Heist. ex Fabr.
- Scorpius Medik.
- Securidaca Mill.
- Securigera DC.
- Securilla Gaertn. ex Steud.
- Securina Medik.

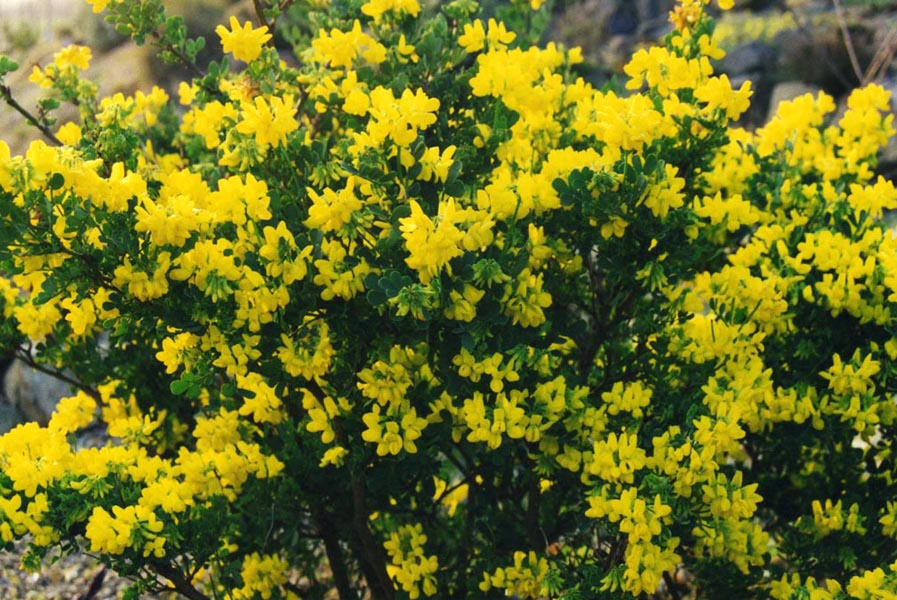
Вязель сизый (Coronilla glauca)
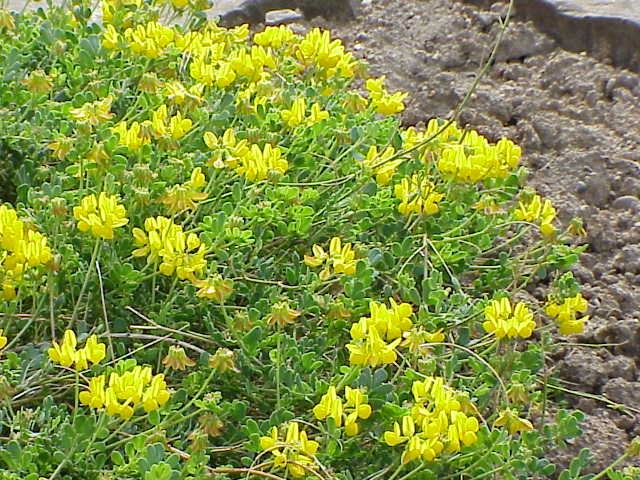
Вязель маленький (Coronilla minima)
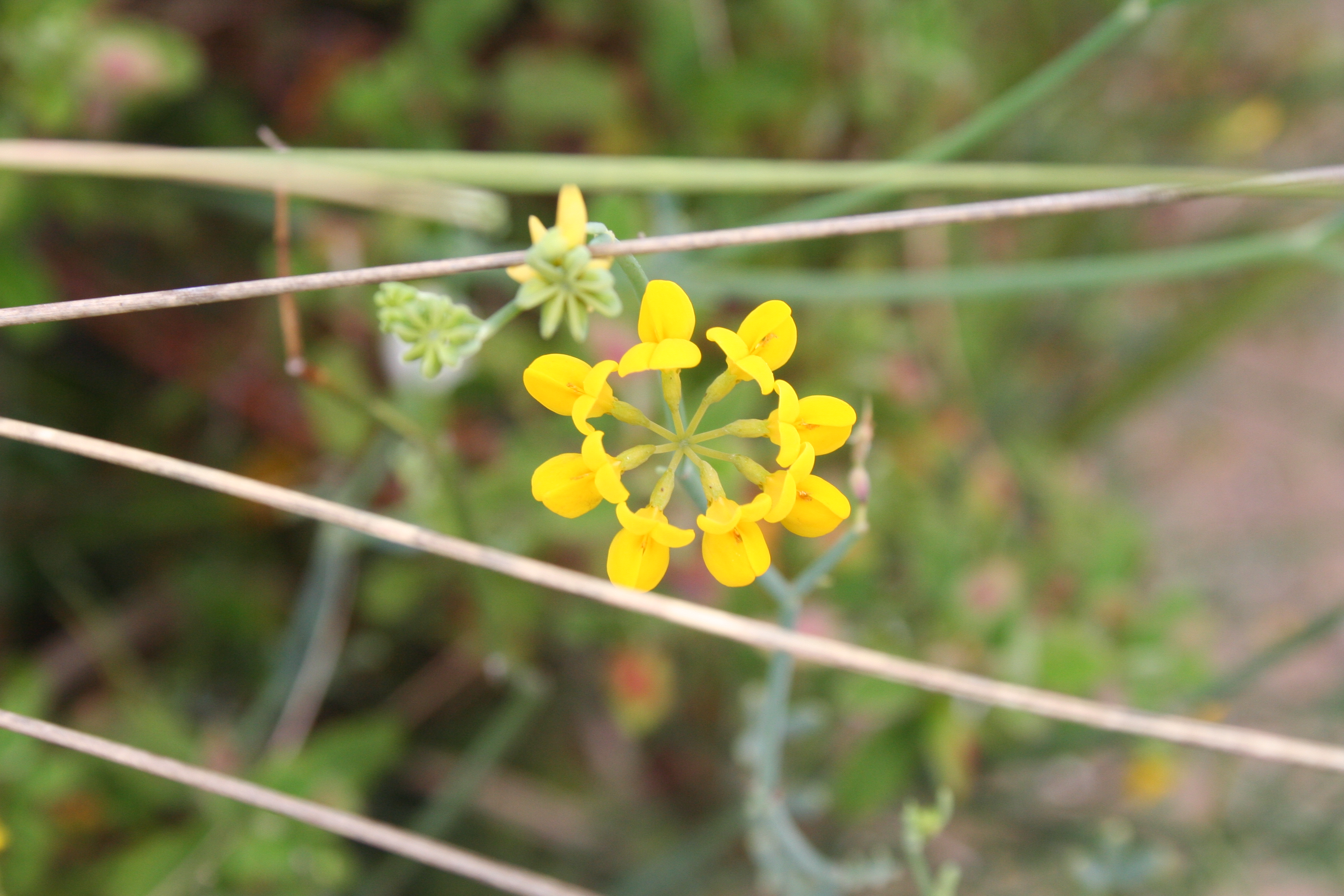
Вязель ситниковый (Coronilla juncea)
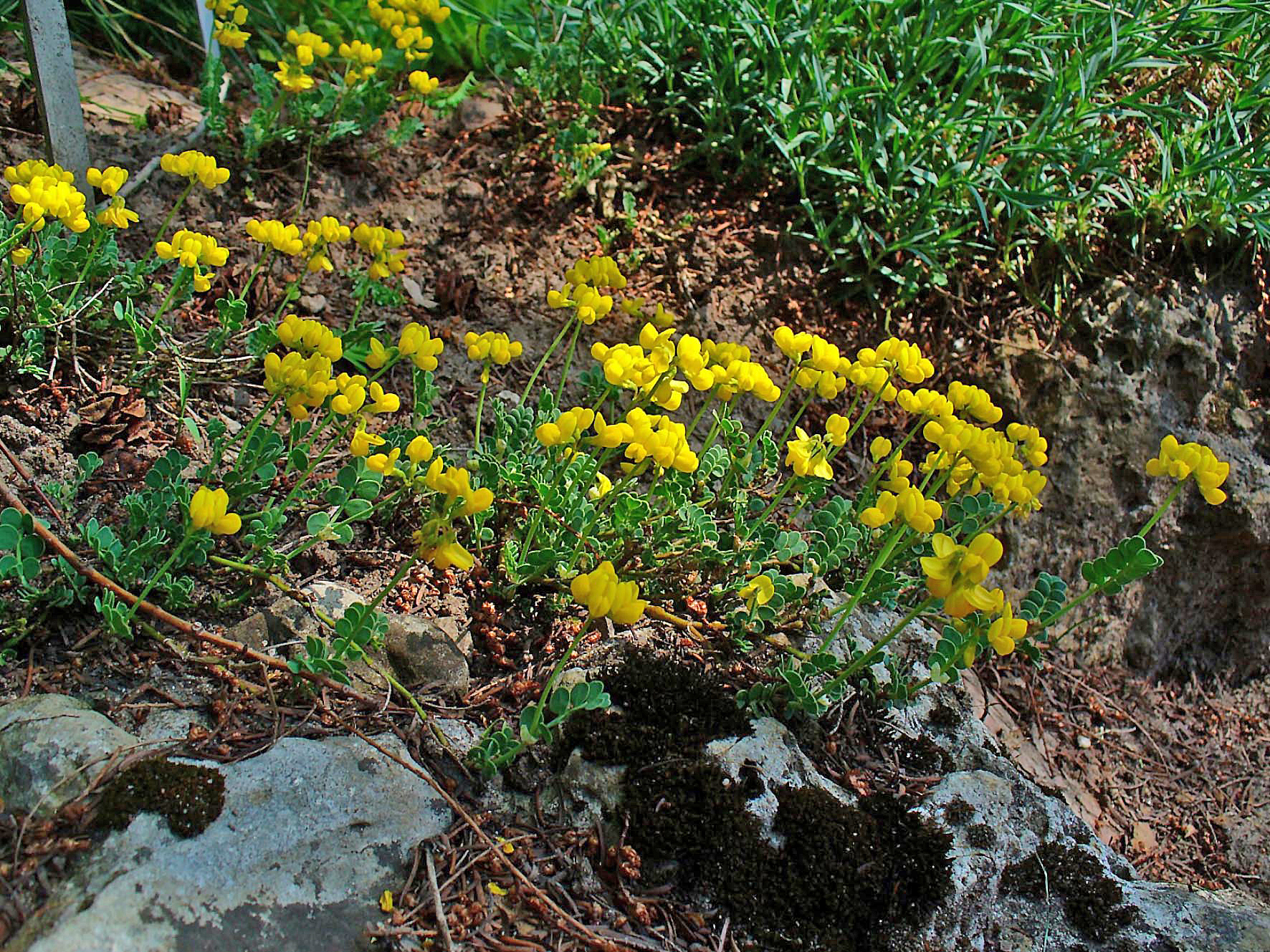
Вязель влагалищный (Coronilla vaginalis)
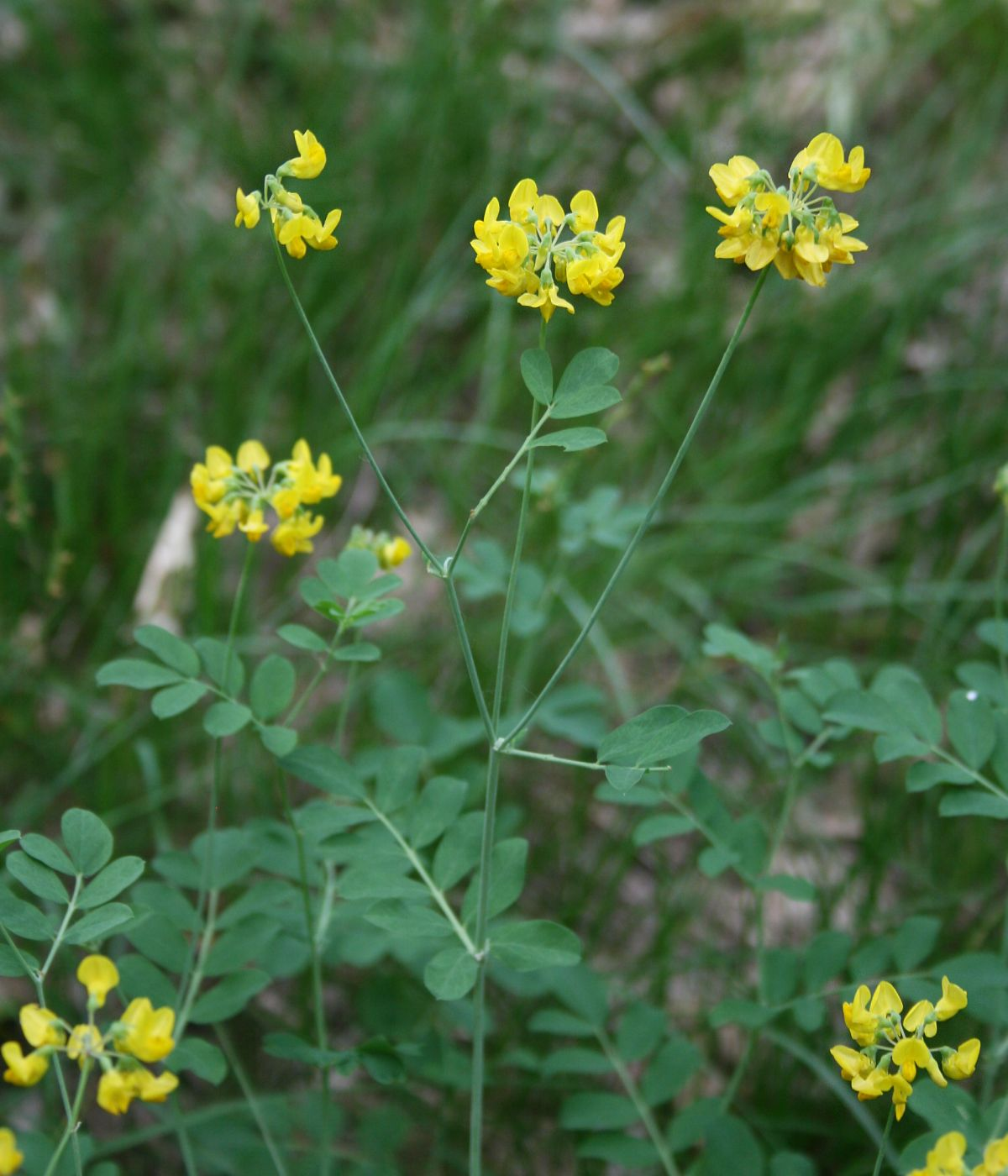
Вязель венценосный (Coronilla coronata)
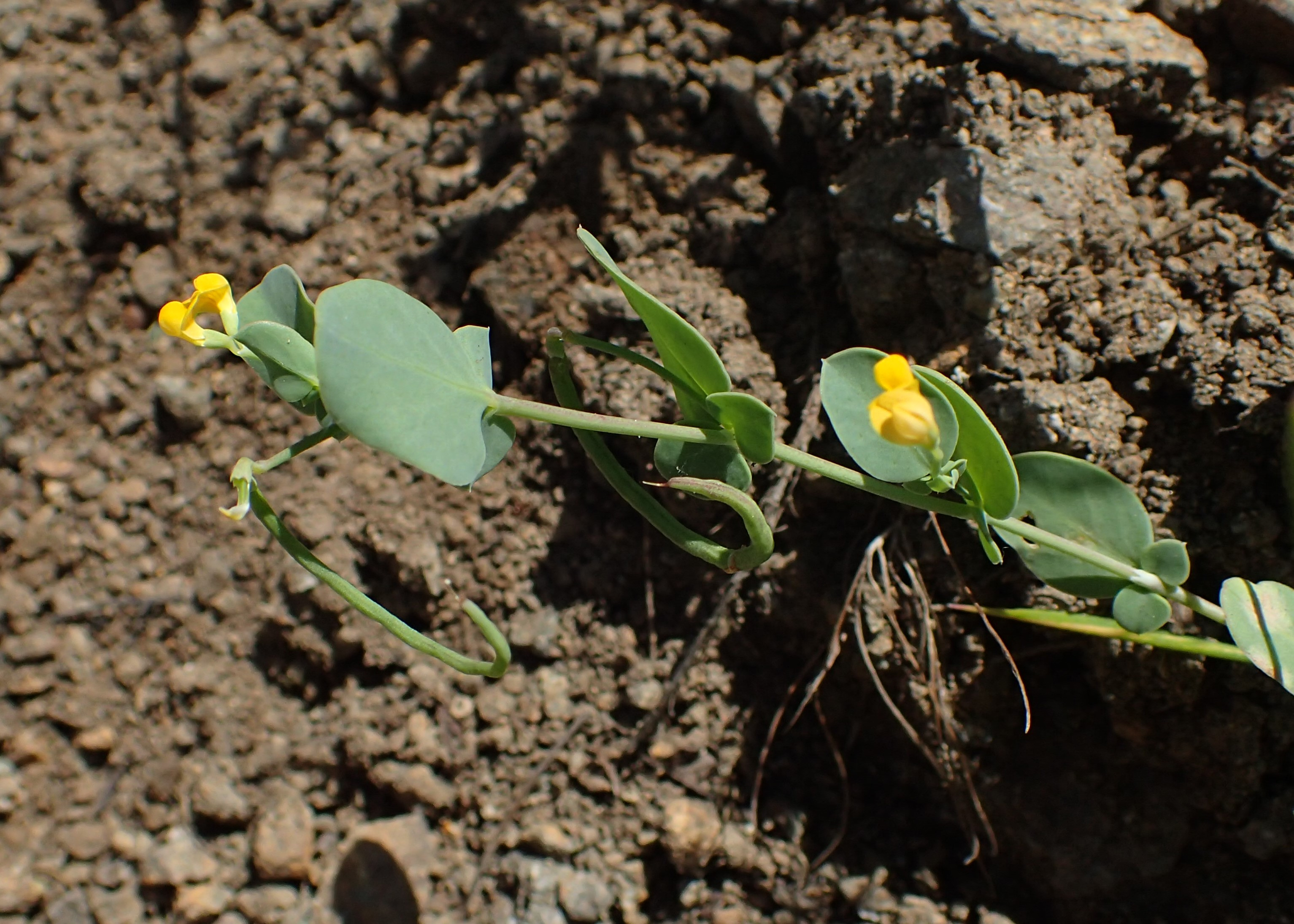
Вязель завитой (Coronilla scorpioides)
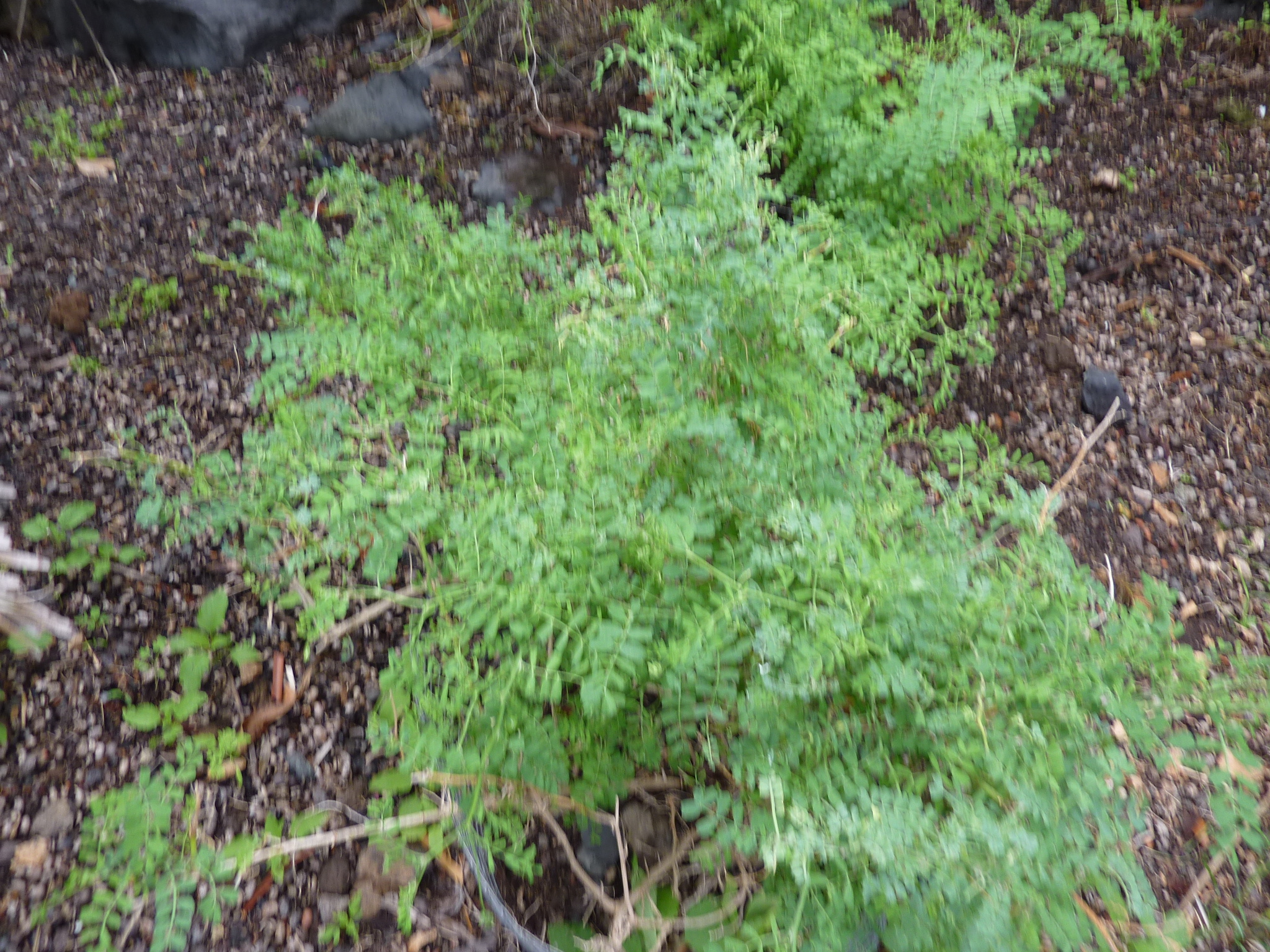
Вязель лозный (Coronilla viminalis)